# Championnat du monde junior masculin de handball 2011
Navigation
Égypte 2009 Bosnie-H. 2013
Le Championnat du monde junior masculin de handball 2011 est la 18e édition de cette épreuve et est accueilli par la Grèce à Thessalonique du 17 juillet au 31 juillet 2011. L'Allemagne remet son titre en jeu après avoir gagné leur première victoire en finale de ce championnat contre le Danemark.
L'équipe allemande conserve son titre contre le même adversaire en finale, le Danemark. La Tunisie complète le podium en s'imposant face à un autre club africain, l'Égypte

## Modalités
Vingt-quatre équipes sont placées dans quatre groupes de six équipes. Les quatre premières équipes de chaque poule sont qualifiées pour la phase à élimination directe qui débute au stade des huitièmes de finale. Parallèlement, les deux dernières de chaque poule disputent une phase identique servant à déterminer les place de 17 à 24. Ainsi, toute place finale est déterminée par un match.

## Phase de groupes

### Groupe A
|     | Équipe   | Pts | J | G | N | P | Bp  | Bc  | Diff | Dép |
| --- | -------- | --- | - | - | - | - | --- | --- | ---- | --- |
| 1er | Slovénie | 8   | 5 | 4 | 0 | 1 | 159 | 125 | 34   | +4  |
| 2e  | Tunisie  | 8   | 5 | 4 | 0 | 1 | 158 | 115 | 43   | -4  |
| 3e  | France   | 7   | 5 | 3 | 1 | 1 | 143 | 132 | 11   | /   |
| 4e  | Norvège  | 5   | 5 | 2 | 1 | 2 | 148 | 140 | 8    | /   |
| 5e  | Serbie   | 2   | 5 | 1 | 0 | 4 | 125 | 125 | 0    | /   |
| 6e  | Chili    | 0   | 5 | 0 | 0 | 5 | 92  | 188 | -96  | /   |

Tous les temps sont à (UTC+3).

### Groupe B
|     | Équipe    | Pts | J | G | N | P | Bp  | Bc  | Diff | Dép |
| --- | --------- | --- | - | - | - | - | --- | --- | ---- | --- |
| 1er | Danemark  | 10  | 5 | 5 | 0 | 0 | 159 | 99  | 60   | /   |
| 2e  | Algérie   | 6   | 5 | 3 | 0 | 2 | 139 | 121 | 18   | +3  |
| 3e  | Grèce     | 6   | 5 | 3 | 0 | 2 | 136 | 128 | 8    | -3  |
| 4e  | Qatar     | 4   | 5 | 2 | 0 | 3 | 144 | 135 | 9    | +5  |
| 5e  | Argentine | 4   | 5 | 2 | 0 | 3 | 128 | 143 | -15  | -5  |
| 6e  | Venezuela | 0   | 5 | 0 | 0 | 5 | 96  | 176 | -80  | /   |

Tous les temps sont à (UTC+3).

### Groupe C
|     | Équipe       | Pts | J | G | N | P | Bp  | Bc  | Diff |
| --- | ------------ | --- | - | - | - | - | --- | --- | ---- |
| 1er | Allemagne    | 10  | 5 | 5 | 0 | 0 | 169 | 121 | 48   |
| 2e  | Russie       | 8   | 5 | 4 | 0 | 1 | 153 | 128 | 25   |
| 3e  | Égypte       | 6   | 5 | 3 | 0 | 2 | 153 | 123 | 30   |
| 4e  | Brésil       | 4   | 5 | 2 | 0 | 3 | 139 | 138 | 1    |
| 5e  | Corée du Sud | 2   | 5 | 1 | 0 | 4 | 154 | 169 | -15  |
| 6e  | Bénin        | 0   | 5 | 0 | 0 | 5 | 106 | 197 | -91  |

Tous les temps sont à (UTC+3).

### Groupe D
|     | Équipe   | Pts | J | G | N | P | Bp  | Bc  | Diff |
| --- | -------- | --- | - | - | - | - | --- | --- | ---- |
| 1er | Espagne  | 10  | 5 | 5 | 0 | 0 | 194 | 117 | 77   |
| 2e  | Portugal | 8   | 5 | 4 | 0 | 1 | 176 | 125 | 51   |
| 3e  | Suède    | 6   | 5 | 3 | 0 | 2 | 180 | 122 | 58   |
| 4e  | Iran     | 4   | 5 | 2 | 0 | 3 | 159 | 179 | -20  |
| 5e  | Hongrie  | 2   | 5 | 1 | 0 | 4 | 128 | 161 | -33  |
| 6e  | Canada   | 0   | 5 | 0 | 0 | 5 | 99  | 230 | -131 |

Tous les temps sont à (UTC+3).

## Phase finale

### Phase à élimination directe
|  | Huitièmes de finale                 | Huitièmes de finale                 |          |                                     | Quarts de finale                    | Quarts de finale                    |    |  | Demi-finales                        | Demi-finales                        |  |  | Finale                              | Finale                              |
|  | Huitièmes de finale                 | Huitièmes de finale                 |          |                                     | Quarts de finale                    | Quarts de finale                    |    |  | Demi-finales                        | Demi-finales                        |  |  | Finale                              | Finale                              |
|  |                                     |                                     |          |                                     |                                     |                                     |    |  |                                     |                                     |  |  |                                     |                                     |
|  | 24 juillet 18h00, YMCA indoor hall  | 24 juillet 18h00, YMCA indoor hall  |          |                                     | 26 juillet 18h00, PAOK Sports Arena | 26 juillet 18h00, PAOK Sports Arena |    |  | 28 juillet 18h00, PAOK Sports Arena | 28 juillet 18h00, PAOK Sports Arena |  |  | 30 juillet 20h30, PAOK Sports Arena | 30 juillet 20h30, PAOK Sports Arena |
|  | 24 juillet 18h00, YMCA indoor hall  | 24 juillet 18h00, YMCA indoor hall  |          |                                     | 26 juillet 18h00, PAOK Sports Arena | 26 juillet 18h00, PAOK Sports Arena |    |  | 28 juillet 18h00, PAOK Sports Arena | 28 juillet 18h00, PAOK Sports Arena |  |  | 30 juillet 20h30, PAOK Sports Arena | 30 juillet 20h30, PAOK Sports Arena |
|  | Danemark                            | 30                                  |          |                                     | 26 juillet 18h00, PAOK Sports Arena | 26 juillet 18h00, PAOK Sports Arena |    |  | 28 juillet 18h00, PAOK Sports Arena | 28 juillet 18h00, PAOK Sports Arena |  |  | 30 juillet 20h30, PAOK Sports Arena | 30 juillet 20h30, PAOK Sports Arena |
|  | Danemark                            | 30                                  |          |                                     | 26 juillet 18h00, PAOK Sports Arena | 26 juillet 18h00, PAOK Sports Arena |    |  | 28 juillet 18h00, PAOK Sports Arena | 28 juillet 18h00, PAOK Sports Arena |  |  | 30 juillet 20h30, PAOK Sports Arena | 30 juillet 20h30, PAOK Sports Arena |
|  | Norvège                             | 29                                  |          |                                     | 26 juillet 18h00, PAOK Sports Arena | 26 juillet 18h00, PAOK Sports Arena |    |  | 28 juillet 18h00, PAOK Sports Arena | 28 juillet 18h00, PAOK Sports Arena |  |  | 30 juillet 20h30, PAOK Sports Arena | 30 juillet 20h30, PAOK Sports Arena |
|  | Norvège                             | 29                                  | Danemark | 28                                  |                                     |                                     |    |  | 28 juillet 18h00, PAOK Sports Arena | 28 juillet 18h00, PAOK Sports Arena |  |  | 30 juillet 20h30, PAOK Sports Arena | 30 juillet 20h30, PAOK Sports Arena |
|  | 24 juillet 18h00, YMCA indoor hall  |                                     | Danemark | 28                                  |                                     |                                     |    |  | 28 juillet 18h00, PAOK Sports Arena | 28 juillet 18h00, PAOK Sports Arena |  |  | 30 juillet 20h30, PAOK Sports Arena | 30 juillet 20h30, PAOK Sports Arena |
|  |                                     | Suède                               | 27       |                                     |                                     |                                     |    |  | 28 juillet 18h00, PAOK Sports Arena | 28 juillet 18h00, PAOK Sports Arena |  |  | 30 juillet 20h30, PAOK Sports Arena | 30 juillet 20h30, PAOK Sports Arena |
|  | Suède                               | Suède                               | 27       | 40                                  |                                     |                                     |    |  | 28 juillet 18h00, PAOK Sports Arena | 28 juillet 18h00, PAOK Sports Arena |  |  | 30 juillet 20h30, PAOK Sports Arena | 30 juillet 20h30, PAOK Sports Arena |
|  | Suède                               | 26 juillet 18h00, PAOK Sports Arena |          | 40                                  |                                     |                                     |    |  | 28 juillet 18h00, PAOK Sports Arena | 28 juillet 18h00, PAOK Sports Arena |  |  | 30 juillet 20h30, PAOK Sports Arena | 30 juillet 20h30, PAOK Sports Arena |
|  | Russie                              | 39                                  |          |                                     |                                     |                                     |    |  | 28 juillet 18h00, PAOK Sports Arena | 28 juillet 18h00, PAOK Sports Arena |  |  | 30 juillet 20h30, PAOK Sports Arena | 30 juillet 20h30, PAOK Sports Arena |
|  | Russie                              | 39                                  | Danemark | 35                                  |                                     |                                     |    |  |                                     |                                     |  |  | 30 juillet 20h30, PAOK Sports Arena | 30 juillet 20h30, PAOK Sports Arena |
|  | 24 juillet 20h30, PAOK Sports Arena |                                     | Danemark | 35                                  |                                     |                                     |    |  |                                     |                                     |  |  | 30 juillet 20h30, PAOK Sports Arena | 30 juillet 20h30, PAOK Sports Arena |
|  |                                     | Tunisie                             | 21       |                                     |                                     |                                     |    |  |                                     |                                     |  |  | 30 juillet 20h30, PAOK Sports Arena | 30 juillet 20h30, PAOK Sports Arena |
|  | Grèce                               | Tunisie                             | 21       | 21                                  |                                     |                                     |    |  |                                     |                                     |  |  | 30 juillet 20h30, PAOK Sports Arena | 30 juillet 20h30, PAOK Sports Arena |
|  | Grèce                               | 28 juillet 20h30, PAOK Sports Arena |          | 21                                  |                                     |                                     |    |  |                                     |                                     |  |  | 30 juillet 20h30, PAOK Sports Arena | 30 juillet 20h30, PAOK Sports Arena |
|  | Tunisie                             | 24                                  |          |                                     |                                     |                                     |    |  |                                     |                                     |  |  | 30 juillet 20h30, PAOK Sports Arena | 30 juillet 20h30, PAOK Sports Arena |
|  | Tunisie                             | 24                                  | Tunisie  | 31                                  |                                     |                                     |    |  |                                     |                                     |  |  | 30 juillet 20h30, PAOK Sports Arena | 30 juillet 20h30, PAOK Sports Arena |
|  | 24 juillet 13h00, YMCA indoor hall  |                                     | Tunisie  | 31                                  |                                     |                                     |    |  |                                     |                                     |  |  | 30 juillet 20h30, PAOK Sports Arena | 30 juillet 20h30, PAOK Sports Arena |
|  |                                     | Espagne                             | 30       |                                     |                                     |                                     |    |  |                                     |                                     |  |  | 30 juillet 20h30, PAOK Sports Arena | 30 juillet 20h30, PAOK Sports Arena |
|  | Espagne                             | Espagne                             | 30       | 39                                  |                                     |                                     |    |  |                                     |                                     |  |  | 30 juillet 20h30, PAOK Sports Arena | 30 juillet 20h30, PAOK Sports Arena |
|  | Espagne                             | 26 juillet 20h30, YMCA indoor hall  |          | 39                                  |                                     |                                     |    |  |                                     |                                     |  |  | 30 juillet 20h30, PAOK Sports Arena | 30 juillet 20h30, PAOK Sports Arena |
|  | Brésil                              | 24                                  |          |                                     |                                     |                                     |    |  |                                     |                                     |  |  | 30 juillet 20h30, PAOK Sports Arena | 30 juillet 20h30, PAOK Sports Arena |
|  | Brésil                              | 24                                  | Danemark | 18                                  |                                     |                                     |    |  |                                     |                                     |  |  |                                     |                                     |
|  | 24 juillet 15h30, PAOK Sports Arena |                                     | Danemark | 18                                  |                                     |                                     |    |  |                                     |                                     |  |  |                                     |                                     |
|  |                                     | Allemagne                           | 27       |                                     |                                     |                                     |    |  |                                     |                                     |  |  |                                     |                                     |
|  | Slovénie                            | Allemagne                           | 27       | 38                                  |                                     |                                     |    |  |                                     |                                     |  |  |                                     |                                     |
|  | Slovénie                            |                                     |          | 38                                  |                                     |                                     |    |  |                                     |                                     |  |  |                                     |                                     |
|  | Qatar                               | 35                                  |          |                                     |                                     |                                     |    |  |                                     |                                     |  |  |                                     |                                     |
|  | Qatar                               | 35                                  | Slovénie | 21                                  |                                     |                                     |    |  |                                     |                                     |  |  |                                     |                                     |
|  | 24 juillet 18h00, YMCA indoor hall  |                                     | Slovénie | 21                                  |                                     |                                     |    |  |                                     |                                     |  |  |                                     |                                     |
|  |                                     | Égypte                              | 26       |                                     |                                     |                                     |    |  |                                     |                                     |  |  |                                     |                                     |
|  | Portugal                            | Égypte                              | 26       | 29                                  |                                     |                                     |    |  |                                     |                                     |  |  |                                     |                                     |
|  | Portugal                            | 26 juillet 20h30, PAOK Sports Arena |          | 29                                  |                                     |                                     |    |  |                                     |                                     |  |  |                                     |                                     |
|  | Égypte                              | 30                                  |          |                                     |                                     |                                     |    |  |                                     |                                     |  |  |                                     |                                     |
|  | Égypte                              | 30                                  | Égypte   | 24                                  |                                     |                                     |    |  |                                     |                                     |  |  |                                     |                                     |
|  | 24 juillet 15h30, PAOK Sports Arena |                                     | Égypte   | 24                                  |                                     |                                     |    |  |                                     |                                     |  |  |                                     |                                     |
|  |                                     | Allemagne                           | 25       |                                     |                                     |                                     |    |  |                                     |                                     |  |  |                                     |                                     |
|  | France                              | Allemagne                           | 25       | 32                                  |                                     |                                     |    |  |                                     |                                     |  |  |                                     |                                     |
|  | France                              |                                     |          | 32                                  |                                     |                                     |    |  |                                     |                                     |  |  |                                     |                                     |
|  | Algérie                             | 26                                  |          | Match pour la 3e place              | Match pour la 3e place              |                                     |    |  |                                     |                                     |  |  |                                     |                                     |
|  | Algérie                             | 26                                  | France   | Match pour la 3e place              | Match pour la 3e place              | 23                                  |    |  |                                     |                                     |  |  |                                     |                                     |
|  | 24 juillet 13h00, YMCA indoor hall  | 24 juillet 13h00, YMCA indoor hall  | France   | 30 juillet 18h00, PAOK Sports Arena | 30 juillet 18h00, PAOK Sports Arena | 23                                  |    |  |                                     |                                     |  |  |                                     |                                     |
|  | 24 juillet 13h00, YMCA indoor hall  | 24 juillet 13h00, YMCA indoor hall  |          | 30 juillet 18h00, PAOK Sports Arena | 30 juillet 18h00, PAOK Sports Arena | Allemagne                           | 28 |  |                                     |                                     |  |  |                                     |                                     |
|  | Allemagne                           | 36                                  | Tunisie  | 24                                  |                                     | Allemagne                           | 28 |  |                                     |                                     |  |  |                                     |                                     |
|  | Allemagne                           | 36                                  | Tunisie  | 24                                  |                                     |                                     |    |  |                                     |                                     |  |  |                                     |                                     |
|  | Iran                                | 29                                  |          | Égypte                              | 18                                  |                                     |    |  |                                     |                                     |  |  |                                     |                                     |
|  | Iran                                | 29                                  |          | Égypte                              | 18                                  |                                     |    |  |                                     |                                     |  |  |                                     |                                     |

### Huitièmes de finale
| 24 juillet 2011 13h00 | Espagne              | 39 - 24   | Brésil    | PAOK Sports Arena, Thessalonique Arbitrage : Abdelaziz, Rashed |
| 24 juillet 2011 13h00 | Cabanas, Goni Leoz 6 | (19 – 10) | Rossoni 6 | PAOK Sports Arena, Thessalonique Arbitrage : Abdelaziz, Rashed |
| 24 juillet 2011 13h00 | ×3                   | Rapport   | ×2 ×1     | PAOK Sports Arena, Thessalonique Arbitrage : Abdelaziz, Rashed |

| 24 juillet 2011 13h00 | Allemagne      | 36 - 29   | Iran      | YMCA indoor hall, Thessalonique Arbitrage : Krichen, Makhlouf |
| 24 juillet 2011 13h00 | Sellin, Russ 7 | (16 – 14) | Esteki 10 | YMCA indoor hall, Thessalonique Arbitrage : Krichen, Makhlouf |
| 24 juillet 2011 13h00 | ×3 ×6          | Rapport   | ×3        | YMCA indoor hall, Thessalonique Arbitrage : Krichen, Makhlouf |

| 24 juillet 2011 15h30 | Slovénie | 38 - 35   | Qatar      | PAOK Sports Arena, Thessalonique Arbitrage : Bethmann, Tzaferipoulos |
| 24 juillet 2011 15h30 | Marguč 9 | (17 – 14) | Alkhalaf 7 | PAOK Sports Arena, Thessalonique Arbitrage : Bethmann, Tzaferipoulos |
| 24 juillet 2011 15h30 | ×3 ×10   | Rapport   | ×3 ×5 ×2   | PAOK Sports Arena, Thessalonique Arbitrage : Bethmann, Tzaferipoulos |

| 24 juillet 2011 15h30 | France  | 32 – 26  | Algérie | YMCA indoor hall, Thessalonique Arbitrage : Cvetko, Kavalar |
| 24 juillet 2011 15h30 | Porte 7 | (17 – 8) | Daoud 7 | YMCA indoor hall, Thessalonique Arbitrage : Cvetko, Kavalar |
| 24 juillet 2011 15h30 | ×3 ×2   | Rapport  | ×3 ×4   | YMCA indoor hall, Thessalonique Arbitrage : Cvetko, Kavalar |

| 24 juillet 2011 18h00 | Égypte  | 30 - 29   | Portugal | YMCA indoor hall, Thessalonique Arbitrage : Opava, Valek |
| 24 juillet 2011 18h00 | Sanad 7 | (13 – 17) | Ramos 7  | YMCA indoor hall, Thessalonique Arbitrage : Opava, Valek |
| 24 juillet 2011 18h00 | ×2 ×6   | Rapport   | ×3 ×4    | YMCA indoor hall, Thessalonique Arbitrage : Opava, Valek |

| 24 juillet 2011 18h00 | Suède         | 40 - 39   | Russie    | PAOK Sports Arena, Thessalonique Arbitrage : Mosorinski, Pandzic |
| 24 juillet 2011 18h00 | Zachrisson 11 | (16 – 17) | Zhedik 13 | PAOK Sports Arena, Thessalonique Arbitrage : Mosorinski, Pandzic |
| 24 juillet 2011 18h00 | ×3 ×1         | Rapport   | ×3        | PAOK Sports Arena, Thessalonique Arbitrage : Mosorinski, Pandzic |

| 24 juillet 2011 20h30 | Grèce       | 21 - 24 | Tunisie    | PAOK Sports Arena, Thessalonique |
| 24 juillet 2011 20h30 | Zampounis 6 | (13-13) | Chouiref 6 | PAOK Sports Arena, Thessalonique |
| 24 juillet 2011 20h30 | ×3 ×2 ×1    | Rapport | ×3 ×2      | PAOK Sports Arena, Thessalonique |

| 24 juillet 2011 20h30 | Danemark    | 35 - 30   | Norvège    | PAOK Sports Arena, Thessalonique Arbitrage : Cacador, Nicolau |
| 24 juillet 2011 20h30 | Wiesmach 14 | (20 – 13) | Tønnesen 8 | PAOK Sports Arena, Thessalonique Arbitrage : Cacador, Nicolau |
| 24 juillet 2011 20h30 | ×3 ×1       | Rapport   | ×3 ×2      | PAOK Sports Arena, Thessalonique Arbitrage : Cacador, Nicolau |

### Quarts de finale
| 26 juillet 2011 18h00 | Danemark             | 28 - 27   | Suède     | YMCA indoor hall, Thessalonique Arbitrage : Al-Marxzouqi, Al-Nuaimi |
| 26 juillet 2011 18h00 | Damgaard, K. Olsen 5 | (17 – 17) | Nilsson 6 | YMCA indoor hall, Thessalonique Arbitrage : Al-Marxzouqi, Al-Nuaimi |
| 26 juillet 2011 18h00 | ×3 ×1                | Rapport   | ×2 ×6     | YMCA indoor hall, Thessalonique Arbitrage : Al-Marxzouqi, Al-Nuaimi |

| 26 juillet 2011 18h00 | Tunisie    | 31 - 30   | Espagne   | PAOK Sports Arena, Thessalonique Arbitrage : Horvath, Marton |
| 26 juillet 2011 18h00 | Bannour 12 | (13 – 15) | Cabanas 6 | PAOK Sports Arena, Thessalonique Arbitrage : Horvath, Marton |
| 26 juillet 2011 18h00 | ×3 ×8      | Rapport   | ×3        | PAOK Sports Arena, Thessalonique Arbitrage : Horvath, Marton |

| 26 juillet 2011 20h30 | Égypte  | 26 - 21   | Slovénie | YMCA indoor hall, Thessalonique Arbitrage : Pavisevic, Raznatovic |
| 26 juillet 2011 20h30 | Sanad 6 | (12 – 10) | Nosan 5  | YMCA indoor hall, Thessalonique Arbitrage : Pavisevic, Raznatovic |
| 26 juillet 2011 20h30 | ×3      | Rapport   | ×3 ×2    | YMCA indoor hall, Thessalonique Arbitrage : Pavisevic, Raznatovic |

| 26 juillet 2011 20h30 | France | 23 - 28   | Allemagne | PAOK Sports Arena, Thessalonique Arbitrage : Volodkov, Zotin |
| 26 juillet 2011 20h30 | Mahé 6 | (12 – 12) | Sellin 6  | PAOK Sports Arena, Thessalonique Arbitrage : Volodkov, Zotin |
| 26 juillet 2011 20h30 | ×3 ×8  | Rapport   | ×3 ×6     | PAOK Sports Arena, Thessalonique Arbitrage : Volodkov, Zotin |

### Demi-finales
| 28 juillet 2011 18h00 | Danemark   | 35 – 21   | Tunisie  | PAOK Sports Arena, Thessalonique Arbitrage : Cacador, Nicolau |
| 28 juillet 2011 18h00 | Wiesmach 9 | (20 – 13) | Toumi 5  | PAOK Sports Arena, Thessalonique Arbitrage : Cacador, Nicolau |
| 28 juillet 2011 18h00 | ×2 ×1      | Rapport   | ×3 ×4 ×1 | PAOK Sports Arena, Thessalonique Arbitrage : Cacador, Nicolau |

| 28 juillet 2011 20h30 | Égypte        | 24 – 25   | Allemagne   | PAOK Sports Arena, Thessalonique Arbitrage : Mosorinski, Pandzic |
| 28 juillet 2011 20h30 | Ahmed Abdel 6 | (11 – 14) | Dissinger 6 | PAOK Sports Arena, Thessalonique Arbitrage : Mosorinski, Pandzic |
| 28 juillet 2011 20h30 | ×2 ×3 ×1      | Rapport   | ×3 ×6       | PAOK Sports Arena, Thessalonique Arbitrage : Mosorinski, Pandzic |

### Match pour la3eplace
| 30 juillet 2011 18h00 | Tunisie | 24 - 18  | Égypte  | PAOK Sports Arena, Thessalonique Arbitrage : Volodkov, Zotin |
| 30 juillet 2011 18h00 | Sanai 8 | (14 – 8) | Sanad 6 | PAOK Sports Arena, Thessalonique Arbitrage : Volodkov, Zotin |
| 30 juillet 2011 18h00 | ×3 ×2   | Rapport  | ×3 ×2   | PAOK Sports Arena, Thessalonique Arbitrage : Volodkov, Zotin |

### Finale
| 30 juillet 2011 20h30 | Danemark | 18 – 27   | Allemagne | PAOK Sports Arena, Thessalonique Arbitrage : Al-Marxzouqi, Al-Nuaimi |
| 30 juillet 2011 20h30 | Saad 5   | (10 – 13) | Sellin 7  | PAOK Sports Arena, Thessalonique Arbitrage : Al-Marxzouqi, Al-Nuaimi |
| 30 juillet 2011 20h30 | ×3 ×4    | Rapport   | ×3        | PAOK Sports Arena, Thessalonique Arbitrage : Al-Marxzouqi, Al-Nuaimi |

| Vainqueur du championnat du monde junior 2011 Allemagne, 2e titre |

## Matchs de classement

### Matchs pour la5eà la8eplaces

#### Demi-finales pour la5eplace
| 27 juillet 2011 18h00 | Suède        | 26 - 28  | Espagne  | PAOK Sports Arena, Thessalonique Arbitrage : Krichen, Makhlouf |
| 27 juillet 2011 18h00 | A. Nilsson 9 | (12 – 9) | Alonso 6 | PAOK Sports Arena, Thessalonique Arbitrage : Krichen, Makhlouf |
| 27 juillet 2011 18h00 | ×3 ×4        | Rapport  | ×3 ×5    | PAOK Sports Arena, Thessalonique Arbitrage : Krichen, Makhlouf |

| 27 juillet 2011 20h30 | Slovénie | 29 - 30   | France | PAOK Sports Arena, Thessalonique Arbitrage : Opava, Valke |
| 27 juillet 2011 20h30 | Marguč 7 | (16 – 16) | Mahé 9 | PAOK Sports Arena, Thessalonique Arbitrage : Opava, Valke |
| 27 juillet 2011 20h30 | ×2 ×6    | Rapport   | ×3     | PAOK Sports Arena, Thessalonique Arbitrage : Opava, Valke |

#### Match pour la7eplace
| 28 juillet 2011 16h00 | Suède             | 27 – 24 | Slovénie | YMCA indoor hall, Thessalonique Arbitrage : Al Mutawa, Al Suwailem |
| 28 juillet 2011 16h00 | Lonn, Cederholm 6 | (12–9)  | Marguč 5 | YMCA indoor hall, Thessalonique Arbitrage : Al Mutawa, Al Suwailem |
| 28 juillet 2011 16h00 | ×3 ×5             | Rapport | ×3 ×5    | YMCA indoor hall, Thessalonique Arbitrage : Al Mutawa, Al Suwailem |

#### Match pour la5eplace
| 28 juillet 2011 18h00 | Espagne  | 29 - 28 | France     | YMCA indoor hall, Thessalonique Arbitrage : Pavisevic, Raznatovic |
| 28 juillet 2011 18h00 | Alonso 8 | (15–11) | Grébille 6 | YMCA indoor hall, Thessalonique Arbitrage : Pavisevic, Raznatovic |
| 28 juillet 2011 18h00 | ×3 ×2    | Rapport | ×3 ×5      | YMCA indoor hall, Thessalonique Arbitrage : Pavisevic, Raznatovic |

### Matchs pour la9eà la16eplace

#### Quarts de finale pour la9eplace
| 25 juillet 2011 13h00 | Norvège      | 41 - 40   | Russie                | YMCA indoor hall, Thessalonique Arbitrage : Al Mutawa, Al Suwailem |
| 25 juillet 2011 13h00 | Kristensen 8 | (20 – 14) | Bespalov, Parshutin 7 | YMCA indoor hall, Thessalonique Arbitrage : Al Mutawa, Al Suwailem |
| 25 juillet 2011 13h00 | ×3           | Rapport   | ×2 ×5                 | YMCA indoor hall, Thessalonique Arbitrage : Al Mutawa, Al Suwailem |

| 25 juillet 2011 15h30 | Algérie  | 28 - 36   | Iran      | YMCA indoor hall, Thessalonique Arbitrage : Horvath, Marton |
| 25 juillet 2011 15h30 | Hamoud 9 | (12 – 19) | Esteki 16 | YMCA indoor hall, Thessalonique Arbitrage : Horvath, Marton |
| 25 juillet 2011 15h30 | ×2 ×5    | Rapport   | ×2 ×4     | YMCA indoor hall, Thessalonique Arbitrage : Horvath, Marton |

| 25 juillet 2011 18h00 | Portugal | 39 - 29   | Qatar     | YMCA indoor hall, Thessalonique Arbitrage : Wyss, Zowa |
| 25 juillet 2011 18h00 | Ferraz 9 | (19 – 12) | Hamdoon 7 | YMCA indoor hall, Thessalonique Arbitrage : Wyss, Zowa |
| 25 juillet 2011 18h00 | ×2 ×7    | Rapport   | ×2 ×3 ×1  | YMCA indoor hall, Thessalonique Arbitrage : Wyss, Zowa |

| 25 juillet 2011 20h30 | Grèce            | 20 - 23 | Brésil   | YMCA indoor hall, Thessalonique Arbitrage : Krichen, Makhlouf |
| 25 juillet 2011 20h30 | Koutsikopoulos 4 | (11–13) | Campos 5 | YMCA indoor hall, Thessalonique Arbitrage : Krichen, Makhlouf |
| 25 juillet 2011 20h30 | ×3 ×4            | Rapport | ×2       | YMCA indoor hall, Thessalonique Arbitrage : Krichen, Makhlouf |

#### Demi-finales pour la13eplace
| 27 juillet 2011 16h00 | Qatar           | 21 – 22   | Algérie          | YMCA indoor hall, Thessalonique Arbitrage : Cvetko, Kavalar |
| 27 juillet 2011 16h00 | trois joueurs 4 | (12 – 11) | Zamoum, Hamoud 5 | YMCA indoor hall, Thessalonique Arbitrage : Cvetko, Kavalar |
| 27 juillet 2011 16h00 | ×3              | Rapport   | ×3 ×2 ×1         | YMCA indoor hall, Thessalonique Arbitrage : Cvetko, Kavalar |

| 27 juillet 2011 20h30 | Russie   | 32 – 22   | Grèce            | YMCA indoor hall, Thessalonique Arbitrage : Mousavian, Taghavi |
| 27 juillet 2011 20h30 | Zhedik 9 | (17 – 12) | Koutsikopoulos 5 | YMCA indoor hall, Thessalonique Arbitrage : Mousavian, Taghavi |
| 27 juillet 2011 20h30 | ×3 ×2    | Rapport   | ×3 ×4            | YMCA indoor hall, Thessalonique Arbitrage : Mousavian, Taghavi |

#### Demi-finales pour la9eplace
| 27 juillet 2011 15h30 | Portugal | 37 – 33 | Iran      | PAOK Sports Arena, Thessalonique Arbitrage : Bethmann, Tzaferopoulos |
| 27 juillet 2011 15h30 | Duarte 8 | (12–17) | Esteki 12 | PAOK Sports Arena, Thessalonique Arbitrage : Bethmann, Tzaferopoulos |
| 27 juillet 2011 15h30 | ×3 ×6    | Rapport | ×3 ×11    | PAOK Sports Arena, Thessalonique Arbitrage : Bethmann, Tzaferopoulos |

| 27 juillet 2011 18h00 | Norvège         | 34 – 29   | Brésil      | YMCA indoor hall, Thessalonique Arbitrage : Gousko, Repkin |
| 27 juillet 2011 18h00 | trois joueurs 5 | (15 – 14) | Perrella 12 | YMCA indoor hall, Thessalonique Arbitrage : Gousko, Repkin |
| 27 juillet 2011 18h00 | ×2              | Rapport   | ×3          | YMCA indoor hall, Thessalonique Arbitrage : Gousko, Repkin |

#### Match pour la15eplace
| 28 juillet 2011 15h30 | Grèce              | 23 - 31   | Qatar      | PAOK Sports Arena, Thessalonique Arbitrage : Gousko, Repkin |
| 28 juillet 2011 15h30 | Tziras, Kandilas 4 | (14 – 14) | Al-Karbi 7 | PAOK Sports Arena, Thessalonique Arbitrage : Gousko, Repkin |
| 28 juillet 2011 15h30 | ×2                 | Rapport   | ×3 ×1      | PAOK Sports Arena, Thessalonique Arbitrage : Gousko, Repkin |

#### Match pour la13eplace
| 28 juillet 2011 14h00 | Russie   | 28 - 24  | Algérie  | YMCA indoor hall, Thessalonique Arbitrage : Leszczynski, Piechota |
| 28 juillet 2011 14h00 | Zhedik 6 | (13 – 9) | Zamoum 7 | YMCA indoor hall, Thessalonique Arbitrage : Leszczynski, Piechota |
| 28 juillet 2011 14h00 | ×3 ×2    | Rapport  | ×3 ×2    | YMCA indoor hall, Thessalonique Arbitrage : Leszczynski, Piechota |

#### Match pour la11eplace
| 28 juillet 2011 13h30 | Brésil          | 22 - 21  | Iran     | PAOK Sports Arenahall, Thessalonique Arbitrage : Abdelaziz, Rashed |
| 28 juillet 2011 13h30 | trois joueurs 4 | (13 – 9) | Esteki 7 | PAOK Sports Arenahall, Thessalonique Arbitrage : Abdelaziz, Rashed |
| 28 juillet 2011 13h30 | ×3 ×2           | Rapport  | ×3 ×2    | PAOK Sports Arenahall, Thessalonique Arbitrage : Abdelaziz, Rashed |

#### Match pour la9eplace
| 28 juillet 2011 12h00 | Norvège    | 37 - 41 | Portugal | YMCA indoor hall, Thessalonique Arbitrage : Wyss, Zowa |
| 28 juillet 2011 12h00 | Tønnesen 8 | (13–19) | Duarte 7 | YMCA indoor hall, Thessalonique Arbitrage : Wyss, Zowa |
| 28 juillet 2011 12h00 | ×3 ×4      | Rapport | ×2 ×3    | YMCA indoor hall, Thessalonique Arbitrage : Wyss, Zowa |

### Matchs pour la17eplace

#### Demi-finales pour la17eplace
| 24 juillet 2011 18h00 | Serbie   | 32 – 27   | Argentine           | Evosmos Sports Hall, Thessalonique Arbitrage : Gousko, Repkin |
| 24 juillet 2011 18h00 | Jokic 13 | (19 – 14) | Filipuzzi, Canepa 6 | Evosmos Sports Hall, Thessalonique Arbitrage : Gousko, Repkin |
| 24 juillet 2011 18h00 | ×2 ×6    | Rapport   | ×3 ×4               | Evosmos Sports Hall, Thessalonique Arbitrage : Gousko, Repkin |

| 24 juillet 2011 20h00 | Corée du Sud  | 31 - 34   | Hongrie           | Evosmos Sports Hall, Thessalonique Arbitrage : Mousavian, Taghavi |
| 24 juillet 2011 20h00 | Jung Jin Ho 7 | (13 – 18) | Ancsin, Pasztor 6 | Evosmos Sports Hall, Thessalonique Arbitrage : Mousavian, Taghavi |
| 24 juillet 2011 20h00 | ×3 ×2         | Rapport   | ×2 ×9             | Evosmos Sports Hall, Thessalonique Arbitrage : Mousavian, Taghavi |

#### Match pour la19eplace
| 25 juillet 2011 18h00 | Argentine          | 31 – 41   | Corée du Sud  | PAOK Sports Arena, Thessalonique Arbitrage : Mousavian, Taghavi |
| 25 juillet 2011 18h00 | Pizarro, Canepe 10 | (15 – 22) | Jung Jin-Ho 9 | PAOK Sports Arena, Thessalonique Arbitrage : Mousavian, Taghavi |
| 25 juillet 2011 18h00 | ×3 ×6              | Rapport   | ×3 ×4         | PAOK Sports Arena, Thessalonique Arbitrage : Mousavian, Taghavi |

#### Match pour la17eplace
| 25 juillet 2011 20h00 | Serbie    | 35 – 36   | Hongrie         | PAOK Sports Arena, Thessalonique Arbitrage : Abdelaziz, Rashed |
| 25 juillet 2011 20h00 | Nenadić 9 | (14 – 18) | trois joueurs 6 | PAOK Sports Arena, Thessalonique Arbitrage : Abdelaziz, Rashed |
| 25 juillet 2011 20h00 | ×3 ×2     | Rapport   | ×3 ×4           | PAOK Sports Arena, Thessalonique Arbitrage : Abdelaziz, Rashed |

### Matchs pour la21eplace

#### Demi-finale pour la21eplace
| 24 juillet 2011 14h00 | Chili            | 28 - 24   | Venezuela | Evosmos Sports Hall, Thessalonique Arbitrage : Al Mutawa, Al Suwailem |
| 24 juillet 2011 14h00 | Er. Feuchtmann 7 | (13 – 10) | Silva 6   | Evosmos Sports Hall, Thessalonique Arbitrage : Al Mutawa, Al Suwailem |
| 24 juillet 2011 14h00 | ×2 ×5            | Rapport   | ×2 ×3     | Evosmos Sports Hall, Thessalonique Arbitrage : Al Mutawa, Al Suwailem |

| 24 juillet 2011 16h00 | Bénin    | 22 - 23   | Canada   | Evosmos Sports Hall, Thessalonique Arbitrage : Pavisevic, Raznatovic |
| 24 juillet 2011 16h00 | Quenum 8 | (12 – 12) | Bilton 5 | Evosmos Sports Hall, Thessalonique Arbitrage : Pavisevic, Raznatovic |
| 24 juillet 2011 16h00 | ×3       | Rapport   | ×3 ×2 ×1 | Evosmos Sports Hall, Thessalonique Arbitrage : Pavisevic, Raznatovic |

#### Match pour la21eplace
| 25 juillet 2011 14h00 | Chili             | 27 – 26   | Canada | PAOK Sports Arena, Thessalonique Arbitrage : Cvetko, Kavalar |
| 25 juillet 2011 14h00 | Er. Feuchtmann 10 | (11 – 10) | Kuby 5 | PAOK Sports Arena, Thessalonique Arbitrage : Cvetko, Kavalar |
| 25 juillet 2011 14h00 | ×3 ×2             | Rapport   | ×3 ×1  | PAOK Sports Arena, Thessalonique Arbitrage : Cvetko, Kavalar |

#### Match pour la23eplace
| 25 juillet 2011 16h00 | Venezuela   | 18 - 28  | Bénin   | PAOK Sports Arena, Thessalonique Arbitrage : Al-Nuaimi, Al-Marxzouqi |
| 25 juillet 2011 16h00 | Contreras 5 | (7 – 12) | Sina 11 | PAOK Sports Arena, Thessalonique Arbitrage : Al-Nuaimi, Al-Marxzouqi |
| 25 juillet 2011 16h00 | ×3          | Rapport  | ×3      | PAOK Sports Arena, Thessalonique Arbitrage : Al-Nuaimi, Al-Marxzouqi |

## Classement de la compétition
Le classement complet des 24 équipes ayant participé au tournoi prend en compte, en plus du stade de la compétition atteint, le nombre total de points obtenus, puis la différence de buts et enfin le nombre de buts inscrits. Le nombre de points est calculé de la même manière que pour le premier tour, à savoir en attribuant 2 points pour un match gagné, 1 point pour un match nul et 0 point pour une défaite.
| Place                     | Nation       | Stade de la compétition |
| ------------------------- | ------------ | ----------------------- |
| Médaille d'or, monde      | Allemagne    | Vainqueur               |
| Médaille d'argent, monde  | Danemark     | Finale                  |
| Médaille de bronze, monde | Tunisie      | Vainqueur Petite finale |
| 4                         | Égypte       | Demi-finale             |
| 5                         | Espagne      | Quarts de finale        |
| 6                         | France       | Quarts de finale        |
| 7                         | Suède        | Quarts de finale        |
| 8                         | Slovénie     | Quarts de finale        |
| 9                         | Portugal     | Huitièmes de finale     |
| 10                        | Norvège      | Huitièmes de finale     |
| 11                        | Brésil       | Huitièmes de finale     |
| 12                        | Iran         | Huitièmes de finale     |
| 13                        | Russie       | Huitièmes de finale     |
| 14                        | Algérie      | Huitièmes de finale     |
| 15                        | Qatar        | Huitièmes de finale     |
| 16                        | Grèce        | Huitièmes de finale     |
| 17                        | Hongrie      | Premier tour            |
| 18                        | Serbie       | Premier tour            |
| 19                        | Corée du Sud | Premier tour            |
| 20                        | Argentine    | Premier tour            |
| 21                        | Chili        | Premier tour            |
| 22                        | Canada       | Premier tour            |
| 23                        | Bénin        | Premier tour            |
| 24                        | Venezuela    | Premier tour            |

## Statistiques et récompenses

### Équipe-type
À l'issue de la compétition, les récompenses ont été attribuées à :
- Meilleur joueur : Christian Dissinger ( Allemagne)
- Meilleur gardien de but : Nils Dresrüsse ( Allemagne)
- Meilleur ailier gauche : Oussema Boughanmi ( Tunisie)
- Meilleur arrière gauche : Christian Dissinger ( Allemagne)
- Meilleur demi-centre : Mads Mensah Larsen ( Danemark)
- Meilleur pivot : Andreas Nilsson ( Suède)
- Meilleur arrière droit : Andreï Bespalon ( Russie)
- Meilleur ailier droit : Patrick Wiesmach Larsen ( Danemark)

### Statistiques des joueurs
| Rang | Joueur              | Nationalité | Buts | Tirs | %      | Matchs | Moy. |
| ---- | ------------------- | ----------- | ---- | ---- | ------ | ------ | ---- |
| 1    | Sajjad Esteki       | Iran        | 91   | 181  | 50.3 % | 9      | 10,1 |
| 2    | Iman Jamali         | Iran        | 80   | 144  | 55.6 % | 9      | 8,9  |
| 3    | Sergueï Zhedik      | Russie      | 58   | 78   | 74.4 % | 9      | 6,4  |
| 4    | Patrick Wiesmach    | Danemark    | 53   | 62   | 85.5 % | 9      | 5,9  |
| 5    | Kent Robin Tønnesen | Norvège     | 53   | 94   | 56.4 % | 9      | 5,9  |
| 6    | Raul Campos         | Brésil      | 52   | 101  | 51.5 % | 9      | 5,8  |
| 7    | Kentin Mahé         | France      | 50   | 85   | 58.8 % | 9      | 5,6  |
| 8    | João Ferraz         | Portugal    | 50   | 95   | 52.6 % | 9      | 5,6  |
| 9    | Erwin Feuchtmann    | Chili       | 50   | 101  | 49.5 % | 7      | 7,1  |
| 10   | Gašper Marguč       | Slovénie    | 48   | 65   | 73.8 % | 9      | 5,3  |

## Effectif des équipes sur le podium

### Champion du monde: Allemagne
L'effectif de l'Allemagne, champion du monde, est :
- Nils Dresrüsse
- Jan Forstbauer
- Cornelius Maas
- Alexander Becker
- Johannes Sellin
- Philipp Barsties
- Patrick Zieker
- Jochen Geppert
- Christian Dissinger
- Oliver Krechel
- Hendrik Pekeler
- Christoph Steinert
- Niklas Russ
- Robert Wetzel
- Tim Hornke
- Felix Konig

Sélectionneur
- Martin Heuberger

### Vice-champion du monde: Danemark
L'effectif du Danemark, vice-champion du monde, est :
- Thomas Aagaard
- Patrick Wiesmach
- Michael Damgaard
- Morten Vium
- Kasper Olsen
- Anders Zachariassen
- Magnus Bramming
- Mikkel Saad
- Alexander Lynggaard
- Jonas Porup
- Jonas Hansen
- Tobias Møller
- Benjamin Jakobsen
- Mads Mensah Larsen
- Simon Birkefeldt
- Asbjorn Madsen

Sélectionneur
- Ulrik Wilbek

### Troisième place: Tunisie
L'effectif de la Tunisie, médaille de bronze, est :
- Mohamed Sfar
- Aymen Ridene
- Hafed Boussaha
- Marouan Chouiref
- Hamdi Hammami
- Aymen Toumi
- Khalil Belfkih
- Amine Bannour
- Oussama Hosni
- Omar Ben Sassi
- Nidhal Amri
- Mohamed Jilani Maaref
- Mosbah Sanai
- Oussama Boughanmi
- Abdelhak Ben Salah
- Wael Jallouz

Sélectionneur
- Alain Portes,

### Sixième place: France
L'effectif de la France, sixièmee, est :
- Guillaume Marroux
- Kentin Mahé
- Nicolas Zens
- Thomas Barrère
- Steve Massard
- Maxime Gilbert
- Julien Denat
- Mathieu Grébille
- Thomas Capella
- Nicolas Huyghe
- Valentin Porte
- Kévin Bonnefoi
- Pierre Marche
- Benjamin Afgour
- Cyril Morency
- Simon Mayayo

Sélectionneurs
- Guy Petitgérard
- Jacky Bertholet
- Frédéric Perez